# Seljačka sloga
Seljačka sloga je bila kulturno-prosvjetno društvo Hrvatske seljačke stranke, koje je djelomično djelovalo i na gospodarskom polju. Organizacijski i ideološki bila je usko vezana uz HSS.
HRSS je pokušao osnovati ovo društvo još 1920., no represija velikosrpskog hegemonističkog režima koji nije trpio nikakvu republikanštinu nije bila povoljno okružje u kojem se moglo djelovati. Kad je HSS ušao u Narodnu skupštinu 1925. stvorile su se povoljne političke okolnosti te je Seljačka sloga u Zagrebu osnovana 11. listopada iste godine.  
Seljačka sloga imala je glasilo Seljačku prosvjetu, koje je poslije ponijelo ime ovog društva. Na čelu Seljačke sloge bio je njen osnivač Rudolf Herceg.
Zadaća Seljačke sloge bila je sav kulturno-prosvjetni rad staviti pod krov jedne udruge i njome djelovati po hrvatskim selima. Seljačka se je sloga bavila:
- suzbijanjem nepismenosti
- osnivanjem knjižnica
- osnivanjem čitaonica
- organiziranjem folklornih smotra
- očuvanjem narodne baštine, zahvaljujući čemu sačuvano je nasljeđe narodnih pjesama, običaja, rukotvorstva, a u narodu je uzgojen osjećaja poštovanja tog nasljeđa
- osnivanjem sudova za rješavanje sporova među seljacima
- poticanjem rada kulturno-umjetničkih društava (glazbenih i kazališnih)
- unaprjeđenjem i promicanjem seljačke kulture
- osnivanjem zadruga
- veliku ulogu odigrala je u emancipaciji žena

Šestosiječanjska diktatura 1929. prekida rad Seljačke sloge. Srpnja 1935. osnovano je društvo koje je bilo blisko po ulozi, Gospodarska sloga. Studenoga 1935. obnovljen je rad Seljačke sloge. 
Uspostavom NDH oba su društva zabranjena. U Titovoj Jugoslaviji rad je obnovljen ali nije bio u okvirima predratnog.